# Province de Taourirt
 (mai 2012).
Si vous disposez d'ouvrages ou d'articles de référence ou si vous connaissez des sites web de qualité traitant du thème abordé ici, merci de compléter l'article en donnant les références utiles à sa vérifiabilité et en les liant à la section « Notes et références ».
La province de Taourirt est une subdivision à dominante rurale de la région marocaine de l’Oriental. Elle tire son nom de son chef-lieu, Taourirt.

## Géographie

### Situation
D'une superficie de 8 541 km2, elle est limitée :
- au nord par les provinces de Nador et de Berkane ;
- à l'est par la préfecture d'Oujda-Angad et la province de Jerada ;
- au sud par les provinces de Figuig et de Boulemane ;
- à l'ouest par la province de Guercif.

### Relief, géologie et hydrographie
La province de Taourirt est composée :
- des plaines de Tafrata, Taourirt et El Aioune Sidi Mellouk ; leur disposition topographique en couloir et la proximité relative de la mer contribuent à atténuer la sécheresse qui prévaut sur les hauts plateaux ;
- de la chaîne des Horsts qui dépasse les 1 500 m et culmine au jbel Boukhwali à 1 750 m ;
- des hauts plateaux d'environ 1 000 à 1 500 m d'altitude moyenne.

Il existe des sols convenant à l'agriculture, des sols pauvres en matières organiques et des sols impropres à la culture.
Le fleuve de la Moulouya traverse une partie du territoire provincial à l'ouest, dans des gorges assez profondes qui ont permis la construction des barrages Mohammed V et Mechra Hammadi, servant à l'irrigation de grands périmètres dans les provinces de Nador et de Berkane et assurant les besoins de consommation.

### Climat
Le climat de la province de Taourirt est de type semi-continental, marqué d’une saison froide et humide allant du mois d’octobre à mai, et une autre saison chaude et sèche allant du mois de juin à celui de septembre. Les températures varient entre 40°c et –5°c. Les précipitations sont irrégulières, leur moyenne annuelle est de l’ordre de 208 mm.

## Histoire
La province de Taourirt est créée en 1999 par le Dahir no 28I/9 en date du 9 avril 1997.

## Population
Lors du recensement de 2004, la province de Taourirt compte 206 762 habitants, dont 119 331 en milieu urbain et 87 431 en milieu rural.

## Découpage territorial
Selon la liste des cercles, des caïdats et des communes de 2008, la province de Taourirt est composée de 14 communes, dont 3 communes urbaines (ou municipalités) : Taourirt, le chef-lieu, El Aïoun Sidi Mellouk et Debdou.
Les 11 communes rurales restantes sont rattachées à 6 caïdats, eux-mêmes rattachés à 3 cercles :
- cercle de Taourirt :
  - caïdat d'Ahlaf : Gteter,
  - caïdat d'Ahl Taourirt : Ahl Oued Za et Melg El Ouidane ;
- cercle d'El Aïoun :
  - caïdat d'El Aïoun-Banlieue : Ain Lehjer et Mechraa Hammadi,
  - caïdat de Mestegmer : Mestegmer et Tancherfi ;
- cercle de Debdou :
  - caïdat d'Al Guada : Sidi Ali Bel Quassem et Sidi Lahsen,
  - caïdat de Zoua : El Atef et Ouled M'Hamed.

## Infrastructures de base

### Réseau routier
Le réseau routier s'étend sur 794,5 km (soit 390 km revêtus).

### Réseau ferroviaire
La voie ferroviaire Rabat-Oujda passe par Taourirt et El Aiôun et permet ainsi de rejoindre tous les centres du Maroc desservis par le train. Le rail a atteint la localité pour la première fois en avril 1913.

### Postes et télécommunications
3 bureaux de postes de distribution (Taourirt, El Aiôun et Debdou).
Même si la province de Taourirt ne dispose pas d'équipements aéroportuaires et portuaires, elle bénéficie d'infrastructures régionales. La ville de Taourirt est à moins de 100 km de l'aéroport international d'Oujda et 45 km pour El Aiôun. De même, la province bénéficie du port de Beni-Ansar de Nador.

## Économie

### Agriculture
L'agriculture est la principale activité économique de la province.
La répartition des terres selon les cultures est la suivante :
- Superficie agricole utile : 116 864 ha
- Superficie irriguée : 7 797 ha
- Forêts : 347 689 ha - Parcours : 519 609 ha
- Incultes : 57 907 ha

#### Types de cultures
- Les céréales comme l'orge (surtout en bouc) et le blé (en irrigué)
- L'arboriculture fruitière est représentée essentiellement par l'olivier, avec 4 615 ha. Cette culture a permis la création d'un secteur industriel associé à ses productions.
- L'amandier, avec une superficie de 711 ha.

#### Élevage
- L'élevage bovin : 10 724 têtes pour la production laitière.
- L'élevage ovin : 434 111 têtes.
- L'élevage caprin : 206 159 têtes[2].

#### Pêche et chasse
- Pêche : se pratique dans les retenues des barrages Mohamed V et Mechra Hammadi. Cette activité s'est développée avec une demande commerciale, les poissons acheminés chaque jour vers les marchés de Taourirt et El Aioun et un besoin touristique touristes étrangers.
- Chasse : activité développée dans la province où le gibier est abondant et attire les amateurs de chasse de la région mais aussi de l'étranger (Espagne, Champagne-Ardenne en France).

### Énergie et mines
- L'énergie : La capacité totale de la province en haute tension est 60 122 kW distribuée en 3 postes tandis que la moyenne tension est produite par 25 postes.
- Produits pétroliers : À cause du problème de la contrebande, les prix d'achats des produits pétroliers est inférieur à celui officiel, et la ville de Debdou ne dispose pas de station de service malgré les encouragements de la municipalité pour inciter un investisseur à réaliser le projet.
- Mines : Les gisements de métaux sont relativement abondants dons la région mais il n'y a plus d'exploitation minière fonctionnelle aujourd'hui.

La mine de plomb, de zinc et d'argent de Sidi Lahsen, gérée par la SCI MIL, est arrêtée depuis 1957 à cause de la chute des cours et des charges financières trop lourdes pour l'entreprise.

### Industrie
L'industrie est un secteur relativement peu représenté dans la province, où l'agriculture et l'élevage prédominent. Cependant, certaines transformations de productions agricoles s'effectuent sur place (agro-alimentaire) souvent dans des conditions artisanales. Une unité de plastique complète l'activité industrielle et est concentrée à Taourirt et à El Aioun.
La vocation agricole de la province a donné naissance à des unités agro-alimentaires de conditionnement d'olives et d'abricots, comme CONOR, SONIAL ou SAFAA, qui possèdent des labels de qualités qui leur permettent d'exporter la totalité de leur production aux États-Unis, au Canada et vers l'Union européenne.
Aussi la Cimenterie de l'Oriental (HOLCIM), située sur le cercle d'El Aiôun est le seul grand centre industriel de la province à retombées économiques, sociales et environnementales à l'échelle provinciale.
L'entreprise emploie 390 personnes et sa production annuelle atteint environ 11 952 tonnes.